# Nathan Hales
Nathan Hales (Chatham, 16 de junio de 1996) es un deportista británico que compite en tiro, en la modalidad de tiro al plato.
Participó en los Juegos Olímpicos de París 2024, obteniendo una medalla de oro en la prueba de foso.
Ganó tres medallas en el Campeonato Mundial de Tiro al Plato de 2022 y una medalla de bronce en el Campeonato Europeo de Tiro al Plato de 2023.

## Palmarés internacional
| Juegos Olímpicos   | Juegos Olímpicos | Juegos Olímpicos  | Juegos Olímpicos |
| Año                | Lugar            | Medalla           | Prueba           |
| ------------------ | ---------------- | ----------------- | ---------------- |
| 2024               | París (Francia)  | Medalla de oro    | Foso             |
| Campeonato Mundial |                  |                   |                  |
| Año                | Lugar            | Medalla           | Prueba           |
| 2022               | Osijek (Croacia) | Medalla de oro    | Foso por equipo  |
| 2022               | Osijek (Croacia) | Medalla de plata  | Foso             |
| 2022               | Osijek (Croacia) | Medalla de plata  | Foso mixto       |
| Campeonato Europeo |                  |                   |                  |
| Año                | Lugar            | Medalla           | Prueba           |
| 2023               | Osijek (Croacia) | Medalla de bronce | Foso mixto       |